# Balivanich
Balivanich es una localidad situada en el concejo de Islas Hébridas Exteriores, en Escocia (Reino Unido), con una población estimada a mediados de 2016 de 530 habitantes.
Se encuentra ubicada en la isla Benbecula, a la costa del océano Atlántico.